# Wargalé
Wargalé (auch: Ouargalé, Ouargelé, Oumgali, Wargal) ist ein Dorf in der Landgemeinde Guidiguir in Niger.

## Geographie
Das Dorf befindet sich rund 24 Kilometer nordwestlich des Hauptorts Guidiguir der gleichnamigen Landgemeinde, die zum Departement Gouré in der Region Zinder gehört. Zu den Siedlungen in der näheren Umgebung von Wargalé zählen Lassouri im Nordwesten, Gadori im Südosten, Dietkori Dinikourou im Süden und Kakara im Westen.
Wargalé liegt in der Landschaft Mounio. Diese ist in der Gegend um das Dorf von großen Transversaldünen geprägt. Es herrscht das Klima der Sahelzone vor, mit einer durchschnittlichen jährlichen Niederschlagsmenge zwischen 300 und 400 mm.

## Geschichte
Der britische Reiseschriftsteller A. Henry Savage Landor besuchte Wargalé am 15. September 1906 im Rahmen seiner zwölfmonatigen Afrika-Durchquerung. Er verglich das Dorf mit einem großen Bienenstock, da die zylinderförmigen Hütten sehr nahe beieinander standen. Die Hütten machten auf ihn einen heruntergekommenen Eindruck.

## Bevölkerung
Bei der Volkszählung 2012 hatte Wargalé 1040 Einwohner, die in 186 Haushalten lebten. Bei der Volkszählung 2001 betrug die Einwohnerzahl 802 in 159 Haushalten und bei der Volkszählung 1988 belief sich die Einwohnerzahl auf 514 in 117 Haushalten.
Die Bevölkerungsdichte in diesem Gebiet ist mit über 100 Einwohnern je Quadratkilometer hoch.

## Wirtschaft und Infrastruktur
Das Gebiet der Ebenen im Süden der Region Zinder, in dem Wargalé liegt, ist von einer anhaltenden Degradation der ackerbaulichen Flächen gekennzeichnet, die mit der hohen Bevölkerungsdichte in Zusammenhang steht. Mit einem Centre de Santé Intégré (CSI) ist ein Gesundheitszentrum im Dorf vorhanden. Es gibt eine Schule.